# الوی تروئل
الوی تروئل (اسپانیایی: Eloy Teruel‎؛ زادهٔ ۲۰ نوامبر ۱۹۸۲) دوچرخه‌سوار اهل اسپانیا است.
وی در مسابقات کشوری و بین‌المللی در مجموع برندهٔ ۲ مدال نقره، ۲ مدال برنز شده‌است.